# Norwegische Männer-Handballnationalmannschaft (Jugend)
Die norwegische Männer-Handballnationalmannschaft (Jugend) ist die Nationalauswahl Norwegens für Nachwuchsspieler der Altersklasse Jugend.

## DefinitionJuniorenundJugend
Die Jugendauswahl steht altersmäßig unterhalb der Juniorenauswahl und der A-Nationalmannschaft.
Da sich die Leistungsfähigkeit von Sportlern altersabhängig unterscheidet, wird eine Klasseneinteilung vorgenommen. Unterhalb der Erwachsenenklasse Senioren werden die Sportler abhängig vom Geburtsjahr Altersklassen zugeteilt. Im deutschen Sprachraum wird dabei der Buchstabe U (steht für unter) vor das jeweilige Alter gesetzt. Die Junioren und Jugend genannten Sportler treten in den Altersklassen U 21 (unter 21 Jahren) und U 19 (unter 19 Jahren) an. Da für die Einteilung das Geburtsjahr ausschlaggebend ist, können die Sportler ihre Klassenzugehörigkeit während einer Saison beibehalten.
Beispiele: An den U-21-Wettbewerben im Jahr 2018 durften Spieler der Geburtsjahrgänge 1998 und 1999 teilnehmen. An den U-19-Wettbewerben des Jahres 2018 durften Spieler der Geburtsjahrgänge 2000 und 2001 teilnehmen.
Da die Altersklassen jeweils nur zwei Jahre behalten werden, ist die Fluktuation weit größer als bei den Erwachsenenauswahlen.

## Wettbewerbe

### Europäisches Olympisches Jugendfestival (U 17)
Am Europäischen Olympischen Jugendfestival (EYOF), das alle zwei Jahre ausgetragen wird, nehmen Nationalmannschaften der Altersklasse U17 teil.
Die norwegische Auswahl nahm mit nachstehend aufgeführten Ergebnissen teil:
| Jahr | Ort                    | Teams | Platz              | Anmerkungen        |
| ---- | ---------------------- | ----- | ------------------ | ------------------ |
| 2013 | Utrecht, Niederlande   | 8     | 02.                |                    |
| 2015 | Tiflis, Georgien       | 8     | 04.                |                    |
| 2017 | Győr, Ungarn           | 8     | nicht teilgenommen | nicht teilgenommen |
| 2019 | Baku, Aserbaidschan    | 8     | nicht teilgenommen | nicht teilgenommen |
| 2022 | Zvolen, Slowakei       | 8     | nicht teilgenommen | nicht teilgenommen |
| 2023 | Maribor, Slowenien     | 8     | 06.                |                    |
| 2025 | Skopje, Nordmazedonien | 8     | 07.                |                    |

### Europameisterschaft der Jugend (U 18)
Die U-18-Europameisterschaften werden seit 1992 grundsätzlich alle zwei Jahre ausgetragen.
Die norwegische Auswahl nahm mit nachstehend aufgeführten Ergebnissen teil:
| Jahr   | Land                   | Teams                                             | Platz                                             | Anmerkungen                                       |
| ------ | ---------------------- | ------------------------------------------------- | ------------------------------------------------- | ------------------------------------------------- |
| 1992   | Schweiz                | 8                                                 | 04.                                               |                                                   |
| 1994   | Israel                 | ?                                                 | nicht teilgenommen                                | nicht teilgenommen                                |
| 1997   | Estland                | 12                                                | nicht teilgenommen                                | nicht teilgenommen                                |
| 1999   | Portugal               | 12                                                | 11.                                               |                                                   |
| 2001   | Luxemburg              | 12                                                | nicht teilgenommen                                | nicht teilgenommen                                |
| 2003   | Slowakei               | 12                                                | nicht teilgenommen                                | nicht teilgenommen                                |
| 2004   | Serbien und Montenegro | 16                                                | nicht teilgenommen                                | nicht teilgenommen                                |
| 2006   | Estland                | 16                                                | nicht teilgenommen                                | nicht teilgenommen                                |
| 2008   | Tschechien             | 16                                                | 08.                                               |                                                   |
| 2010   | Montenegro             | 16                                                | 13.                                               |                                                   |
| 2012   | Österreich             | 16                                                | 09.                                               |                                                   |
| 2014   | Polen                  | 16                                                | nicht teilgenommen                                | nicht teilgenommen                                |
| 2016   | Kroatien               | 16                                                | 12.                                               |                                                   |
| 2018   | Kroatien               | 16                                                | 11.                                               |                                                   |
| 2020   | Slowenien              | Das Turnier fiel wegen der COVID-19-Pandemie aus. | Das Turnier fiel wegen der COVID-19-Pandemie aus. | Das Turnier fiel wegen der COVID-19-Pandemie aus. |
| 2021 1 | Kroatien               | 16                                                | 11.                                               |                                                   |
| 2022   | Montenegro             | 16                                                | 07.                                               |                                                   |
| 2024   | Montenegro             | 24                                                | 07.                                               |                                                   |

### Weltmeisterschaft der Jugend (U 19)
Die U-19-Weltmeisterschaften werden seit 2005 grundsätzlich alle zwei Jahre ausgetragen.
Die norwegische Auswahl nahm mit nachstehend aufgeführten Ergebnissen teil:
| Jahr | Land           | Teams                                             | Platz                                             | Anmerkungen                                       |
| ---- | -------------- | ------------------------------------------------- | ------------------------------------------------- | ------------------------------------------------- |
| 2005 | Katar          | 10                                                | nicht teilgenommen                                | nicht teilgenommen                                |
| 2007 | Bahrain        | 16                                                | nicht teilgenommen                                | nicht teilgenommen                                |
| 2009 | Tunesien       | 20                                                | 08.                                               |                                                   |
| 2011 | Argentinien    | 20                                                | nicht teilgenommen                                | nicht teilgenommen                                |
| 2013 | Ungarn         | 24                                                | 05.                                               |                                                   |
| 2015 | Russland       | 24                                                | 06.                                               |                                                   |
| 2017 | Georgien       | 24                                                | 17.                                               |                                                   |
| 2019 | Nordmazedonien | 24                                                | 12.                                               |                                                   |
| 2021 | Griechenland   | Das Turnier fiel wegen der COVID-19-Pandemie aus. | Das Turnier fiel wegen der COVID-19-Pandemie aus. | Das Turnier fiel wegen der COVID-19-Pandemie aus. |
| 2023 | Kroatien       | 32                                                | 07.                                               |                                                   |
| 2025 | Slowenien      | 32                                                |                                                   |                                                   |